# Westwell (Oxfordshire)
Westwell is een civil parish in het bestuurlijke gebied West Oxfordshire, in het Engelse graafschap Oxfordshire met 67 inwoners.